# Émile Littré

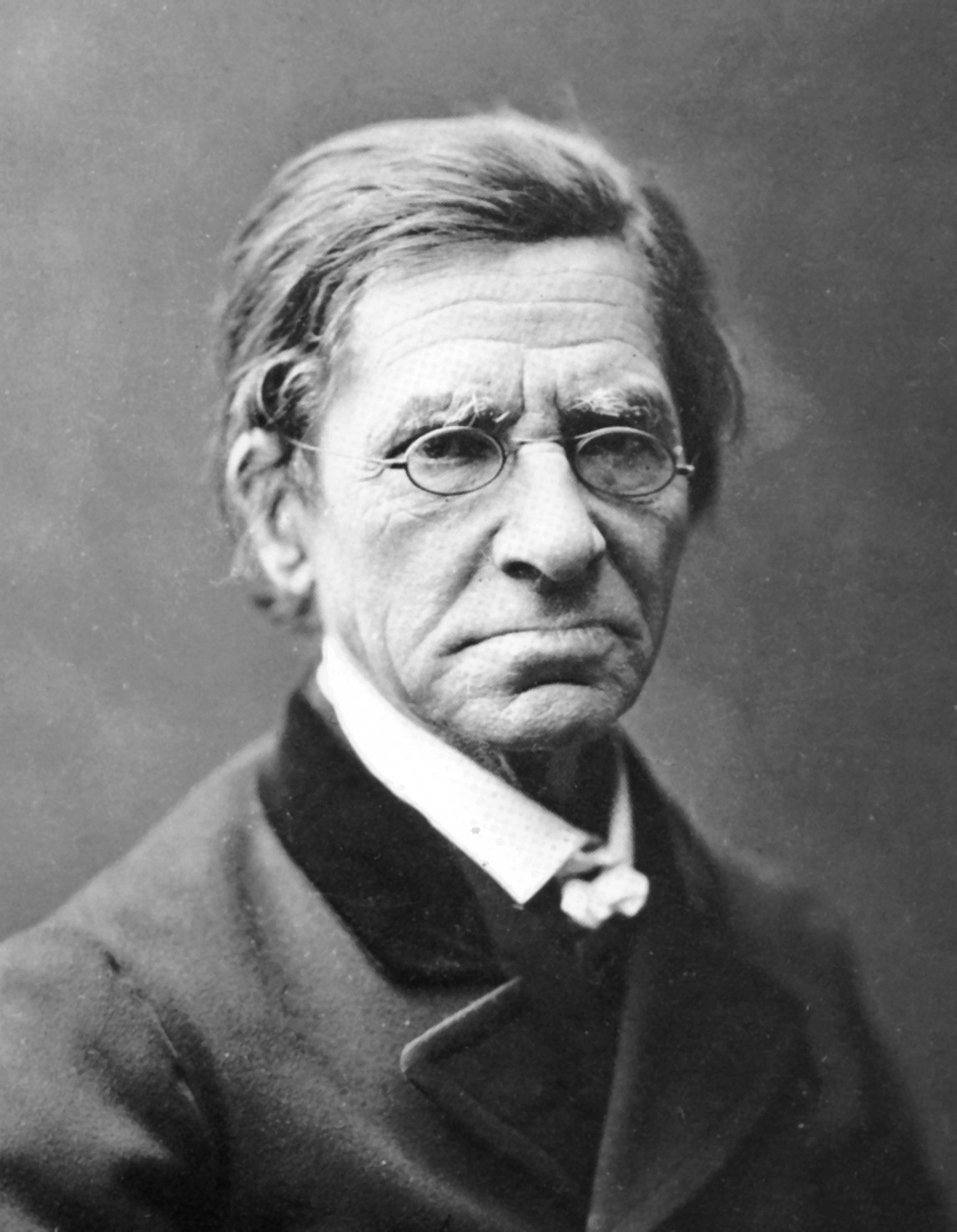
Émile Littré

Émile Maximilien Paul Littré (Parigi, 1º febbraio 1801 – Parigi, 2 giugno 1881) è stato un lessicografo, filologo e filosofo francese.

## Biografia
Dopo iniziali studi di medicina, si volse allo studio delle lingue antiche e alla storia della lingua francese. Si dedicò pure con abnegazione alla vita politica, prima attraverso il giornalismo e in seguito come membro dell'Assemblea. Venne eletto all'Accademia nel 1871.
Allievo di Auguste Comte (di cui scrisse una biografia: Comte et la philosophie positive), non ne accettò mai tuttavia le derive mistico-dogmatiche, venendo quindi da Comte stesso allontanato. 
Littré, rigorosamente volto al metodo positivo (inteso quale sistematico rifiuto di ogni speculazione metafisica), si attenne sempre all'indagine sperimentale. Nel 1867 fondò e diresse la Revue de philosophie positive.
L'8 luglio 1875, quando aveva già 70 anni, fu iniziato in Massoneria nella Loggia del Grande Oriente di Francia « La Clémente amitié », in una seduta solenne, assieme a Jules Ferry e a Grégoire Wyroubof, e fu fatta una grande pubblicità al discorso da lui pronunciato in quest'occasione.
Legò il proprio nome all'imponente Dictionnaire de la langue française (1863-72), subito riconosciuto un modello inarrivabile di lessicografia; a un dizionario di medicina e chirurgia (1854); a una storia della lingua francese (1862); alla traduzione dell'Inferno dantesco (1879) e delle opere d'Ippocrate di Coo (1839-61).